# Boeing X-48
Boeing X-48 byl experimentální bezpilotní letoun, který byl navržen pro ověření koncepce letounu s hybridním křídlem. Letoun s touto koncepcí má trup, který netvoří samostatnou část, ale přechází plynule v křídlo. Pro tuto konstrukci se používá anglický název Blended Wing Body (BWB). Dalším označením této koncepce je Hybrid Wing-Body (HBW). Její výhodou by mělo být poskytnutí většího prostoru pro náklad a také snížení aerodynamického odporu. Dvojice letounů X-48 byla vyrobena v Cranfield Aerospace podle návrhu společnosti Boeing. Návrh letounu vznikl v oddělení Boeing Phantom Works. Ověření koncepce letounu s hybridním křídlem (BWB) bylo součástí plánů NASA v rámci projektu Environmentally Responsible Aviation (ERA), který byl zaměřen na studie letounů, které mají přinést pokrok v úspoře paliva, snížení odporu letadel, snížení hlučnosti a snížení emisí oxidu dusíku.

## Konstrukce letonu
Konstrukce letounu je velice blízká samokřídům. Křídlo letounu má tlustší profil, který se směrem ke koncům zvolna zmenšuje. což by letounu mělo poskytnout větší vztlak, než u letounu klasické koncepce s trupem. Na koncích křídel X-48B se nacházely winglety. K pohonu letounu byla použita trojice proudových motorů JetCat USA P200, které se nacházely na pylonech v  ocasní části letounu. Jeho upravená verze X-48C nesla již jen dva proudové motory AMT Titan, jejichž tah byl až 390 N.. Tato verze také přišla o winglety. Místo nich letoun dostal dvojici vertikálních ocasních ploch. Při stavbě letounu byly použity kompozitní materiály. Letoun přistával na pevný tříkolový podvozek příďového typu.

## Letové zkoušky

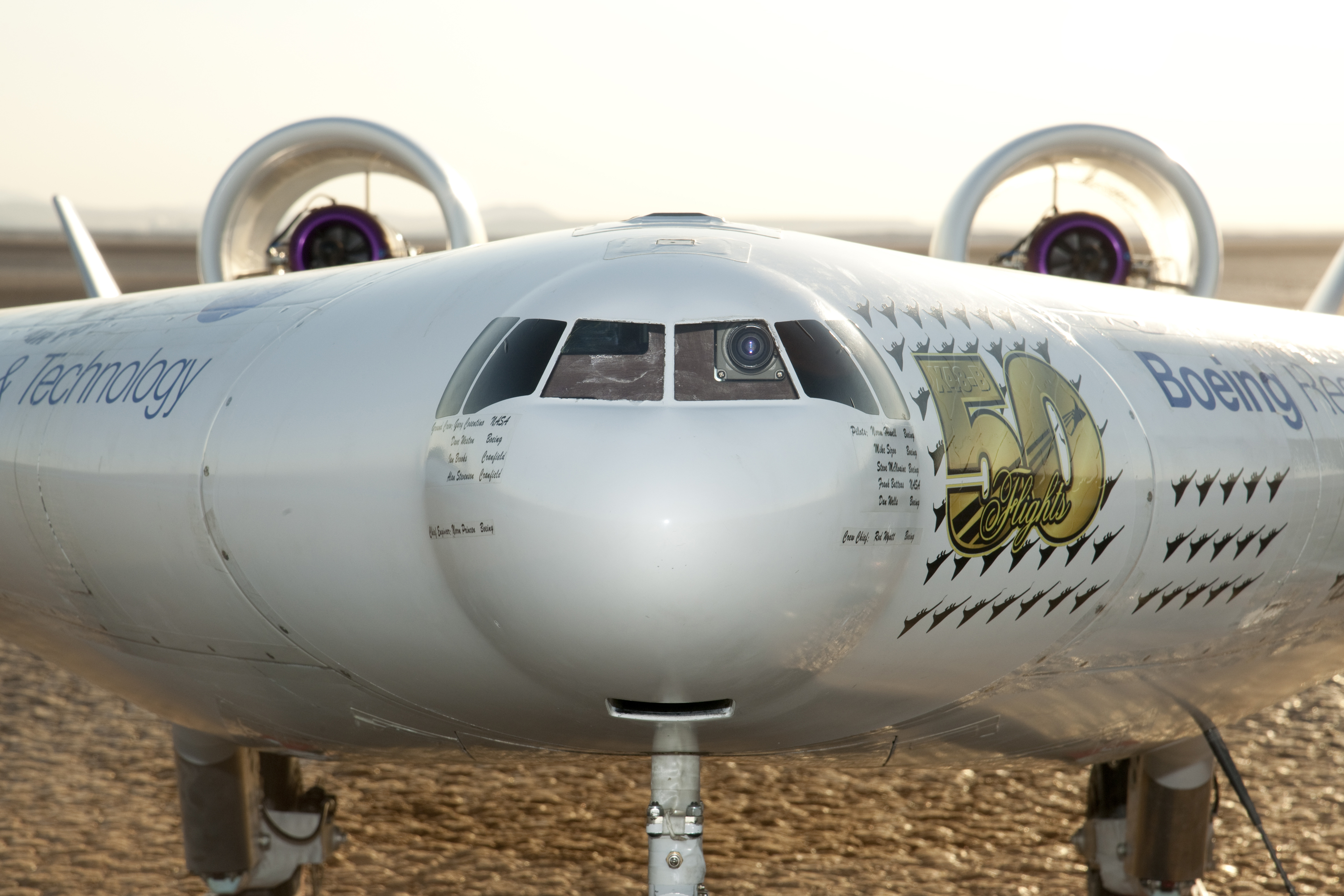
Čelní pohled na letoun X-48C. Malá kamerka umístěná v kokpitu letounu poskytovala televizní obraz pilotovi dálkově řízeného demonstrátoru

X-48B zahájil přípravné pozemní pojížděcí zkoušky – taxi testy 23. června 2007. K dalšímu taxi testu došlo ve dnech 25. června a 19. července.
První uskutečněný let absolvoval X-48B 20. července 2007. Let trval 31 minut během kterých letoun dosáhl rychlosti 129,6 km/h (70,0 kn) a vystoupal do nadmořské výšky 2 286 m (7 500 ft).
Letoun X-48B strávil ve vzduchu celkem 49 hodin a 56 minut. Během tohoto času prokázal, že je letoun obratný, jeho chování odpovídalo simulacím pro vzlet, let a přistání.
První let upravené verze X-48C proběhl 7. srpna 2012.
Když roku 2013 došlo k ukončení letových zkoušek letounů, měl typ X-48B za sebou 92 letů a typ X-48C 30 letů.

## Varianty

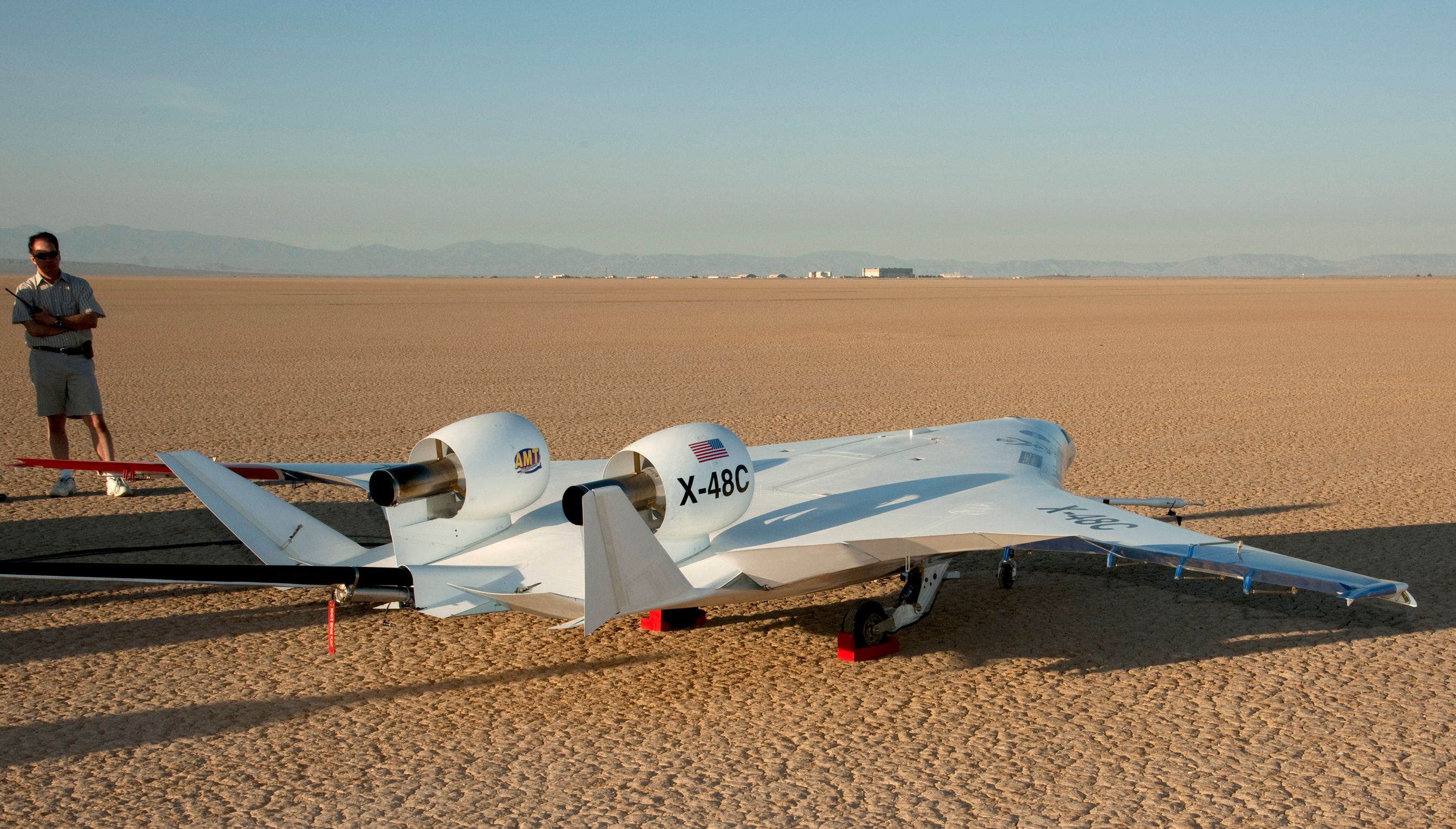
NASA-Boeing X-48C před prvním letem. Viditelným rozdílem oproti verzi X-48B bylo použití dvou motorů, absence wingletů a použití svislých ocasních ploch.

- X-48A – plánovaná verze s rozpětím křídel 10,7 m (35 ft).
- X-48B – dálkově řízený model letounu vybavený trojicí motorů. Model letounu byl zmenšen na 8,5 % uvažovaného letounu.[5][14][2]
- X-48C – přestavba X-48B na dvoumotorovou variantu, která byla zaměřena na potlačení hluku. Oproti předchozí variantě postrádá winglety, naopak má dvě svislé ocasní plochy.[5]

## Specifikace (X-48B)
Technické údaje 
- Rozpětí: 6,217 m (20,40 ft)
- Plocha křídla: 9,34 m2 (100,5 sq ft)
- Maximální hmotnost: 237 kg
- Pohonná jednotka: 3× proudový motor JetCat USA P200 každý o tahu 240 N

Výkony
- Maximální rychlost 218,54 km/h (118,00 kn)
- Dostup: 3 048 m (10 000 ft)
- Výdrž ve vzduchu: 30 minut + 5 minut rezerva
- Přetížení: -3 g až +4,5 g